# A so kremšnite nevarne
A so kremšnite nevarne je napisal Milan Dekleva. Prozno delo je izšlo leta 1997 pri Mladinski knjigi v Ljubljani, v zbirki Zavri. Za ilustracije je poskrbel Zvonko Čoh.

## Kratka vsebina
Nina si je v svoji sobi pred ogledalom ogledovala zarodek mozoljčka. Razmišljala je, kako naj skrije svoj mozolj. Prepričana je bila, da bo srečala fante. V tistem trenutku se je iz omare oglasil njen brat Jure, ki ji je zastavil precej nenavadno vprašanje, in sicer ali so kremšnite nevarne. Vprašanje je Nino začudilo. Odgovorila mu je, da so nevarne, če jih poješ več kot triinpetdeset. Juretu odgovor ni zadostoval oz. ga ni najbolje razumel. Nato je zapustil omaro. Kot hipnotiziran je šel mimo Nine in se zaletel v ogledalo. Črepinje so se razsule okrog njiju. Po neprijetni nesreči je Jure dejal, da je on Egregor II s planeta Xerox. Pojasnil ji je, da je Jure v tistem trenutku v njegovem telesu na Xeroxu, on pa v njegovem na Zemlji. Egregor II ji je razložil, da so glinena bitja, ki se ne morejo premikati. Naučili pa so se potovati v mislih. Pojasnil ji je tudi, da Jure ni v nevarnosti. Bitja na Xeroxu so podobna krompirju, vendar so bolj debela. Nini se je zdelo čudno, da govorijo 1500 jezikov, ne vedo pa tega, če so kremšnite nevarne. Razložil ji je, da se počuti domačega v zadevah, ki niso snovne, precej nebogljen pa je med uporabnimi predmeti npr. vilicami, gojzarji. V tistem trenutku se je domov vrnila mama. Ninina mama je bila igralka in je pred vsako premiero imela težave z besedilom. Tokrat je bila njena stiska še večja. Nina je razmišljala, kako bi ji lahko pomagala. Egregor II je nato Juretovo mamo hipnotiziral. Po hipnozi je mama vedela svojo vlogo od prve do zadnje črke. Mama se je nato hitro odpravila v gledališče. Takoj za njo pa se je domov vrnil oče. Bil je zelo slabe volje. Ninin oče je bil atomski fizik. Poskušal je matematično dokazati prostor enajstih razsežnosti. Egregor II je za malo malico rešil njegov problem. Oče se je srečen vrnil nazaj na inštitut z rešitvijo. Egregor II in Nina sta ponovno ostala sama. Poskušala sta najti rešitev, da bi dobila Jureta nazaj. Nina se je domislila stavka, ki ga Jure izreče vsake 3 minute. Egregor II ji je razložil, da si bo zamislil ta stavek in Jure se bo vrnil nazaj. To je tudi naredil. Nina je bila svojega brata zelo vesela. Ko se je vrnil, je Nina zaspala kot ubita. Zdelo pa se ji je, da ji je Jure zastavil vprašanje, če so kremšnite nevarne.

## Glavne osebe
Glavna junaka zgodbe sta brat in sestra, Jure in Nina. Nina je najstnica, ki se zelo obremenjuje s svojim videzom. Že en mozolj jo povsem spravi iz tira in ji povzroči skrbi. Poskušala je najti najboljšo rešitev, da bi ta mozolj skrila pred zvedavimi fanti. Njen brat Jure pa je fant, ki se rad skriva na različnih mestih (omara, pomivalni stroj). Jureta zanimajo računalniki, avtomobilske dirke in znanstvenofantastični filmi. 
Ko se je Jure spremenil v Egregorja II je bila Nina do njega zelo zaščitniška. Pomagala mu je premagati neprijetne trenutke. Na koncu pa mu je pomagala, da se je Jure vrnil v svoje telo.

## Knjižni prostor in čas
Celotna zgodba se dogaja v stanovanju brata in sestre, Jureta in Nine.
Iz same zgodbe pa lahko sklepamo, da se celotna prigoda zgodi v zelo kratkem času oz. v enem dnevu. Drugače pa dogajalni prostor in čas nista točno določena.

## Jezik
Avtor z besedami določi karakter junakov. Zasledimo tudi nekaj slengovskih izrazov ter izmišljene besede, ki popestrijo zgodbo. Drugače pa gre za zborni jezik, ki lepo teče in pritegne mlade bralce k branju.

## Interpretacija
Prozno delo Milana Dekleve se začne in konča z istim stavkom A so kremšnite nevarne. 
Hkrati pa je to tudi naslov samega dela.
Celotno delo temelji na bujni domišljiji avtorja. Že samo dejstvo, da se je v Jureta naselilo bitje iz planeta Xerox z imenom Egregor II, je dokaz tega. Avtorjeva domišljija pa se samo še stopnuje, npr. s hipnozo, ki jo je Egregor II izvajal na mami ter z reševanjem izjemno zahtevne očetove raziskave. Zanimiva je tudi Juretova vrnitev. Kljub vsemu pa ostaja vprašanje, ali je Jure res zapustil svoje telo. Na koncu dela nam Juretovo vprašanje vzbudi dvom, da je bila to vse skupaj samo Juretova domišljija in potegavščina. Vprašanje je namreč isto, kot ga je zastavil Egregor II na začetku dela. Končna presoja pa je odvisna od vsakega bralca posebej.